# Habronestes archiei
Habronestes archiei là một loài nhện trong họ Zodariidae.
Loài này thuộc chi Habronestes. Habronestes archiei được Barbara C. Baehr miêu tả năm 2008.